# Hpakant
Hpakant är en kommun i Myanmar. Den ligger i delstaten Kachin och distriktet Mohnyin i den norra delen av landet, 700 km norr om huvudstaden Naypyidaw. Antalet invånare i kommunen utgjorde 331 708 vid folkräkningen 2014.
Hpakant har ett sub-township benämnt Kamine som hade 48 694 invånare vid folkräkningen 2014.